# マルチーズ・ポケット・ドッグ
マルチーズ・ポケット・ドッグ（英：Maltese Pocket Dog）は、マルタ原産のチワワによく似た犬である。マルタ語ではケルブ・タル・ブ（Kelb Tal-But）という。
マルチーズ・ポケット・ドッグは図鑑などに取り上げられたことはほとんどない犬だが、一つの説としてチワワの先祖とされる（マルタ島起源説）。この説によれば、本種がスペイン人によって南アメリカにもたらされ、チワワの祖先となったという。マルチーズ・ポケット・ドッグとチワワは、外見が似ているだけでなく、泉門が完全に閉じていないモレラがある点も共通する。
マルタ島の切手に描かれたことがあるものの、組織的な犬種維持活動はおこなわれておらず、「犬種」として確立されていない。ただし、愛好家の基準では、チワワより足が長く、耳は立っていることを理想とする。